# Puncak Jaya

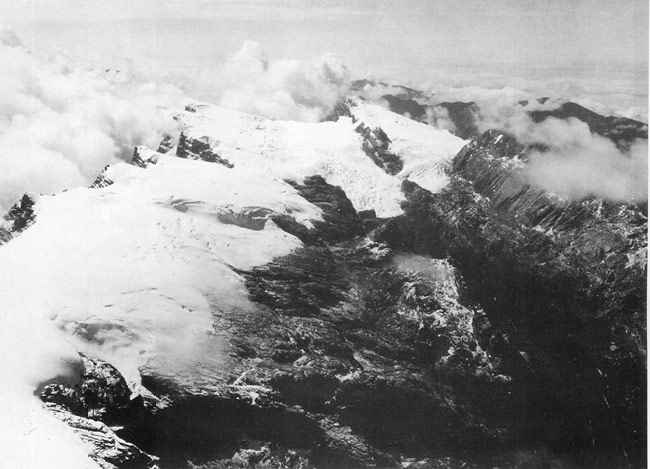
Luchtfoto van verschillende gletsjers op de Puncak Jaya in 1936. Van links naar rechts: Northwall Firn, Merengletsjer en de Carstenszgletsjer. Veel van het ijs van deze gletsjers is ondertussen verdwenen.

De Puncak Jaya ("Overwinningsberg") of Carstenszpiramide is een berg in de Indonesische provincie Papua-Tengah (Centraal-Papoea). De berg is 4884 meter hoog en ligt op de grens van het Sudirmangebergte en het westelijkste deel van het Maokegebergte. Het is de hoogst gelegen bergtop van Oceanië en hij staat vermeld op het lijstje van de zogenoemde "zeven toppen".

## Beschrijving
De berg ligt in het voormalige Nederlands-Nieuw-Guinea (het westelijke deel van het eiland). In de Nederlandse koloniale tijd, en nu nog door veel bergbeklimmers, werd de berg de "Carstenszpiramide" genoemd. Het was een van de pieken van het "Carstenszgebergte", deel van het "Nassaugebergte" dat nu het Sudirmangebergte heet. Het hele centrale bergland heette in de koloniale tijd het "Sneeuwgebergte" en nu het Maokegebergte. Samen met de Ngga Pulu (die in de koloniale tijd als hoogste piek werd beschouwd) en enkele andere pieken maakt de Puncak Jaya deel uit van een bergmassief, dat tot de hoogste van de wereld behoort. Ook is het een van de weinige gebergten rond de evenaar waarop een gletsjer ligt. De gletsjer is de laatste vijftig jaar echter aanzienlijk in omvang gekrompen. Toen Nederlands-Nieuw-Guinea nog bij Nederland hoorde was dit het hoogste punt van het rijk.

### Eerste beschrijvingen
Het gebergte behoort tot het stamgebied van de Amungme, een Papoea-volk, in welke taal de berg "Nemangkawi" heet. Volgens Charles Le Roux werd de Carstenszpiramide in 1910 door de kustbewoners "Tyakwa" genoemd en de oostelijke Carstensztop "Mommeya". Ngga Pulu was de naam gegeven door de bergbevolking ten noorden van de kam aan de hoogste noordwandtop. De berg is in 1908 door G.P. Rouffaer genoemd naar de Nederlander Jan Carstensz, de eerste Europeaan die de berg zag (in 1623). Toen in 1963 West Nieuw Guinea werd ingelijfd door Indonesië werd de hoogste top eerst "Puntjak Soekarno" genoemd, en later uiteindelijk Puntjak Djaja (na 1973 Puncak Jaya gespeld).

### Eerste beklimming
In 1936 is het bergmassief voor het eerst beklommen tijdens de zogeheten Carstensz-expeditie onder leiding van de Nederlandse amateur-bergbeklimmer Anton Colijn. Colijn en zijn metgezellen, geoloog Jean Jacques Dozy en marinepiloot Frits Wissel, besloten elk van de drie mogelijk hoogste toppen te beklimmen. Begin december bereikten ze zowel de oostelijke Carstensztop en Ngga Pulu, het hoogste punt van de Noordwandgletscher. Voor de laatste berekenden zij barometrisch een hoogte van 5030 m, overeenkomstig met eerdere metingen vanuit het noorden door Charles Le Roux in 1926. Vier pogingen om de kale Carstenszpiramide te beklimmen, die zij nu meenden de hoogste piek te zijn, faalden mede door slecht weer en lawines.
De Carstenszpiramide werd, met behulp van over 100 dragers, uiteindelijk op 13 februari 1962 beklommen door de alpinisten Heinrich Harrer, Philip Temple, en Russell Kippax en de Nederlandse missiepater Bert Huizenga. Harrer berekende een hoogte van 5211 m voor de top.

### Latere expedities
Een Australische topografische expeditie in 1973 kon uiteindelijk een definitieve hoogte berekenen van de bergen. De Puncak Jaya kwam daarbij met 4884 m als hoogste top uit, gevolgd door Ngga Pulu met 4862 m. Door vergelijkingen van verschillende punten gemeten door Colijn, Dozy en Wissel berekende deze groep wel dat Ngga Pulu in 1936 misschien meer dan 4900 m hoog was en daarmee de hoogste top van Nieuw Guinea, maar dat zij in 1973 door smelten meer dan 40 meter was geslonken.

### Klimaatverandering
De gletsjers op de Carstenszberg smelten in hoog tempo. Onderzoek uit 2018 wees uit dat de kans aanzienlijk is dat de gletsjers binnen tien jaar verdwenen zijn. SRTM-data lijken er op te wijzen dat Ngga Pulu nu lager dan 4800 m is.

### Menselijke beïnvloeding

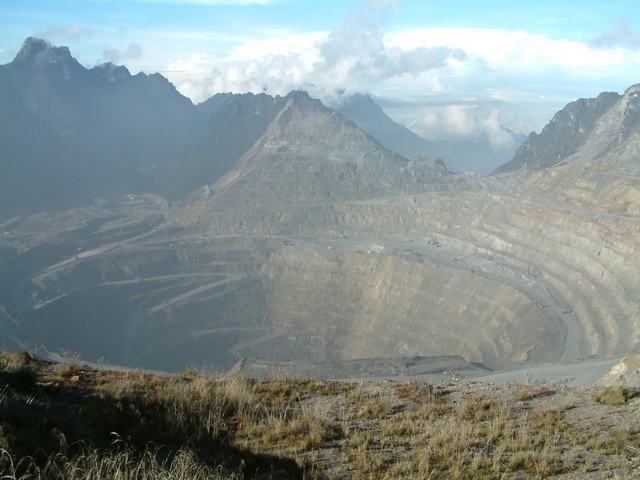
Grasbergmijn

Bijna 9 km westelijk van de top ligt de Grasbergmijn waar in dagbouw koper en goud gewonnen wordt.